# Staurakios (empereur byzantin)
Pour les articles homonymes, voir Staurakios.
Staurakios ou Stauracius (en ancien grec Σταυράκιος), né vers 778 et mort le 11 janvier 812, fut un empereur byzantin en 811 durant deux mois et il co-règna avec son père Nicéphore Ier de 803 à 811.  Dans leur règne, Nicéphore Ier et Staurakios sont confrontés à une querelle des images dans la période iconoclaste. Ils vont adopter une politique de restauration des images. Ensuite, ils vont faire des réformes économiques pour rétablir la stabilité dans l'empire. Incidemment, il y a un retour de divers impôts et de taxations. Au niveau de la politique extérieure, les Bulgares se montrèrent des ennemis puissants. À la bataille de Pliska le 26 juillet 811, face au Khan Kroum, les Byzantins furent anéantis. Dans cette bataille, Nicéphore Ier fut tué et son fils gravement blessé au dos. Étant donné sa blessure potentiellement mortelle et donc de son incapacité à exercer le pouvoir, Staurakios ne règne que deux mois, du 26 juillet au 2 octobre 811. Son beau-frère, Michel Rhangabé, prit par la force le pouvoir avec l'aide des sénateurs à la suite d'un complot déjoué par celui-ci dans le but de l'aveugler. Devant ce fait accompli, Staurakios abdiqua, enfila l'habit monastique et se retira au monastère de Syméon. Il mourut le 11 janvier 812 dans de terribles souffrances.
Staurakios vécut dans l'ombre de son père. Les différentes sources, dont Théophane le Confesseur, et études ne montrent pas les accomplissements de celui-ci ou que très brièvement. Nous pouvons supposer qu'il travaille main dans la main avec son père dans les différentes entreprises politiques.

## Jeunesse (778-803)
Staurakios (778-812) est le fils de Nicéphore Ier (760-811). Selon l'historien irlandais John Bagnell Bury, on ne connait pas la date exacte de sa naissance et de son lieu de naissance, mais nous savons qu'il est né après sa sœur Procopia, donc un peu après l'année 778. De plus, nous n'avons aucune information concernant le nom de sa mère.  Pour ajouter, nous n'avons très peu de sources du début de la vie de Staurakios, soit de 778 à 803, nous ne connaissons pas le genre d'éducation qu'il a reçue ou s'il a même reçu une éducation militaire, même si l'on peut vraisemblablement l'affirmer. Les différentes sources et études sont orientées principalement sur son père Nicéphore. C'est à partir de décembre 803 lorsqu'il devient co-empereur avec son père que nous pouvons le retrouver dans les écrits. Selon un historien contemporain de Byzance, Théophane le Confesseur (758-817), Staurakios n'est pas approprié pour l'office, il manquerait de vigueur et de tempérament. Il faut noter que cet historien vouait une grande haine contre son père, le considérant comme un tyran, donc à ses yeux cette famille n'était pas assez digne pour régner.

## La période iconoclaste

### Règne d'Irène

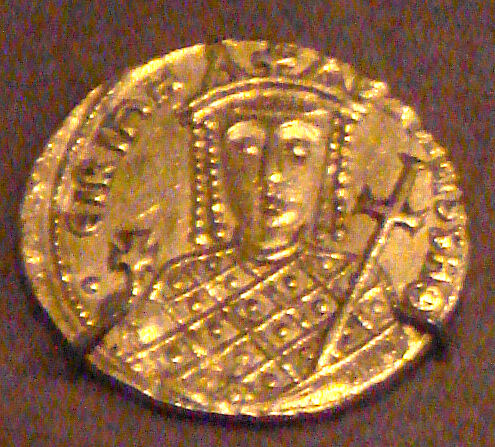
Solidus à l'effigie d'Irène l'Athénienne (797-802).

Pour comprendre le co-règne de Staurakios et de Nicéphore Ier, il faut d’abord se situer dans la période de leur règne. Depuis Léon III l'Isaurien (680-741) et Constantin V (718-775), nous assistons à une tentative de réforme de la religion à travers la destruction des images saintes. La querelle des images nous la situons en deux phases, la réforme iconoclaste de 726 à 780 et la restauration des images de 780 à 813. Leur règne coïncide avec cette dernière période. Ainsi, après la mort de Léon IV le Khazar (750-780) fils de Constantin V, il y eut une période d’apaisement sous Irène l'Athénienne (752-803) veuve de Léon IV. Elle est d’abord régente de 780 à 790 et empereur (impératrice) de 797 à 802. Pour asseoir son pouvoir, elle agit d'une main de fer en écartant les différents adversaires, comme aveuglant son propre fils Constantin VI (771-797) en 797 pour reprendre le total contrôle de l'empire. Cependant, elle réussit dans une relative paix à faire la restauration des images, sans un bain de sang, en octobre 787 sous le deuxième concile de Nicée. Par contre, son accent sur les images a été tel que l'empire au niveau territorial et économique s'en trouve totalement affaibli et appauvri. De plus, en voulant se venger des Arméniaques, elle a bouleversé les thèmes de l'Asie mineure. Par conséquent, les Arabes font des incursions jusqu'aux rives du Bosphore. Ses différentes inconsistances politiques, notamment ses mauvaises relations avec Charlemagne (742-814), l'ont mis dans une position insoutenable. Des fortes oppositions à son règne se galvanisèrent. Finalement, un coup d'État eut lieu en 802 et Nicéphore Ier, ancien ministre des finances d'Irène (logothète général), prit sa place.

### Co-règne deNicéphoreIeret Staurakios

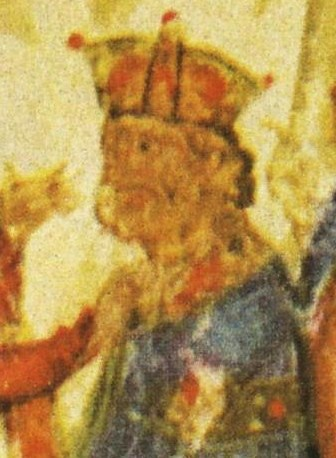
Nicéphore Ier.

Le nouvel empereur voulait d'abord asseoir son autorité sur les différentes institutions. La nomination de son fils Staurakios comme co-empereur en un bon exemple. Ainsi, il demanda la soumission intégrale de l'Église à son pouvoir, mais en restant fidèle à l'orthodoxie et au culte de l'image. Pour conséquent, il poursuivait les réformes d'Irène dans la restauration des images. Nicéphore répudiait les violences iconoclastes. Pour défier l'autorité ecclésiastique, il nomma, en 806, son homonyme Nicéphore Ier de Constantinople (758-828), un laïc, comme patriarche allant de facto contre les règles monastiques. Il était considéré par l'orthodoxie, notamment représenté par les Studites, comme un néophyte qui n'avait pas la capacité  pour assumer sa fonction. Cependant, Nicéphore Ier le patriarche réussit malgré les oppositions et continua la lutte contre l'iconoclasme dans le but de restaurer les images.

## Réformes économiques
Nicéphore Ier l'empereur concentra ses efforts à redresser l'économie de l'Empire. Il augmenta l'assiette fiscale pour pallier le désastre économique de l'ère d'Irène. Il enleva les allègements fiscaux consentis sous l'ancien règne et promulgua un nouvel impôt pour tous les sujets, soit un droit de deux keratia pour l'enregistrement des différentes contributions. De plus, il supprima l'exemption accordée à l'Église, l'impôt de fouage fut ramené. Pour ajouter, il implanta un système de responsabilité économique. Plus spécifiquement, chaque circonscription fiscale devait payer un montant préalablement décidé. Si elle n'arrivait pas à le payer, les voisins devaient payer la note. Ce système se nomme Nomos Georgikos. Les taxes de successions et d'inventions furent ramenées. Pour continuer, une taxe de deux nomismata s'ajouta sur les esclaves achetés en dehors des frontières douanières d'Abydos. Finalement, l'État se réserva le monopole du prêt à intérêt. Ces diverses réformes de l'économie permirent à l'Empire byzantin maintenant restructuré financièrement de créer un système de service militaire pour les plus pauvres, augmentant le nombre total de soldats, et l'établissement de différentes places fortes pour mieux protéger l'Empire.

## Politique extérieure

### Le cas de Venise

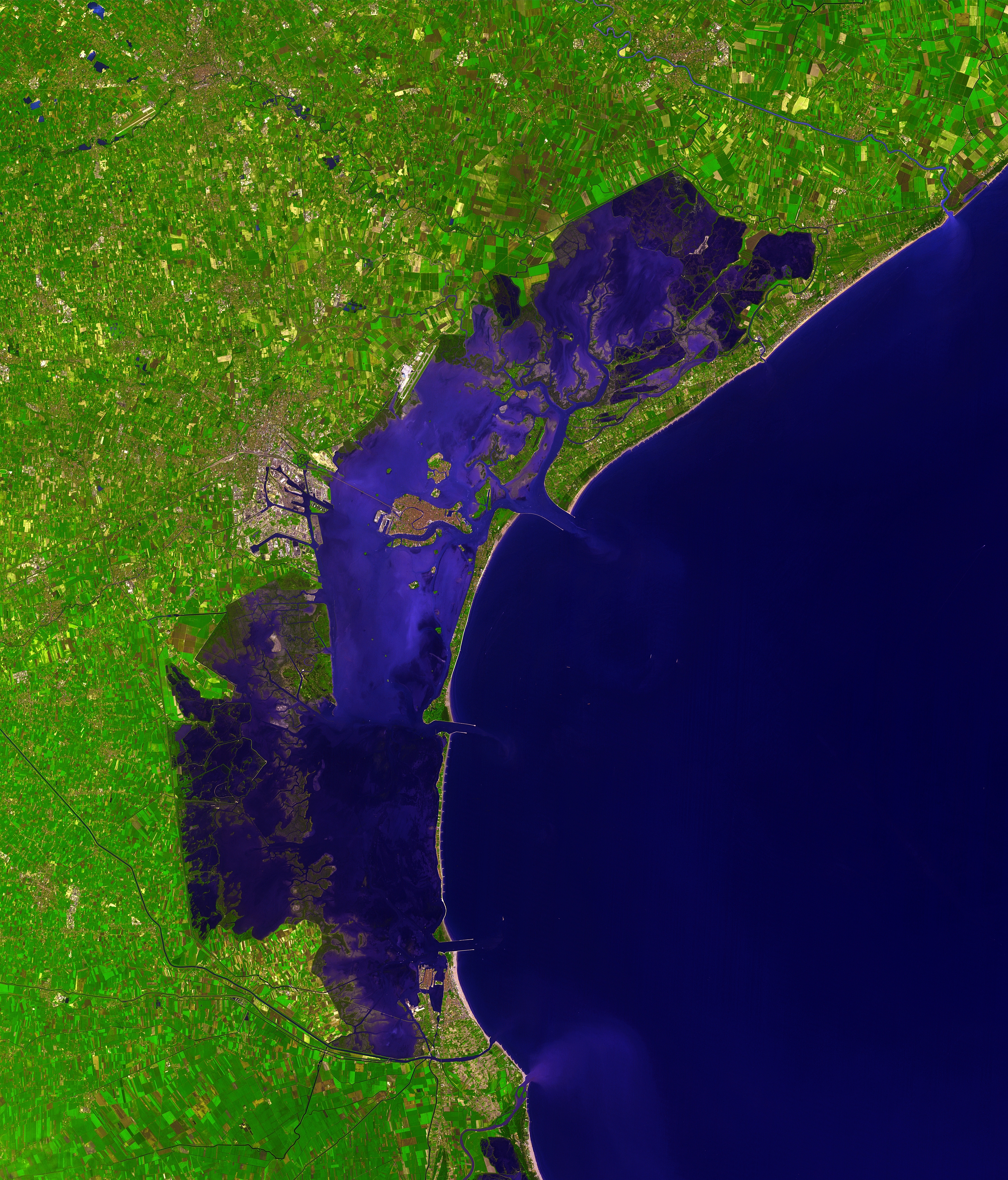
Vue satellite de Venise en 2001.

En premier lieu, l'empereur veut redonner un meilleur prestige à l'Empire. Il veut revenir sur tous les pactes humiliants qu'Irène avait signés. Il veut mettre de l'avant une politique extérieure plus affirmée. Des disputes s'enclenchèrent avec les Francs sur la possession de Venise et de la Dalmatie. En 807, Nicéphore envoya une expédition dans l'Adriatique et réussit à reprendre ces deux villes. Par contre, en 809-810, le fils de Charlemagne, Pépin d'Italie  (777-810), roi des Lombards, envahit toute la Vénétie. Par la suite, pour que Byzance accepte la légitimité royale de Charlemagne, celui-ci se sépara de la ville de Venise. Par conséquent, c'est en 811 que Venise retourna sous le pouvoir de Byzance.

### La menace arabe

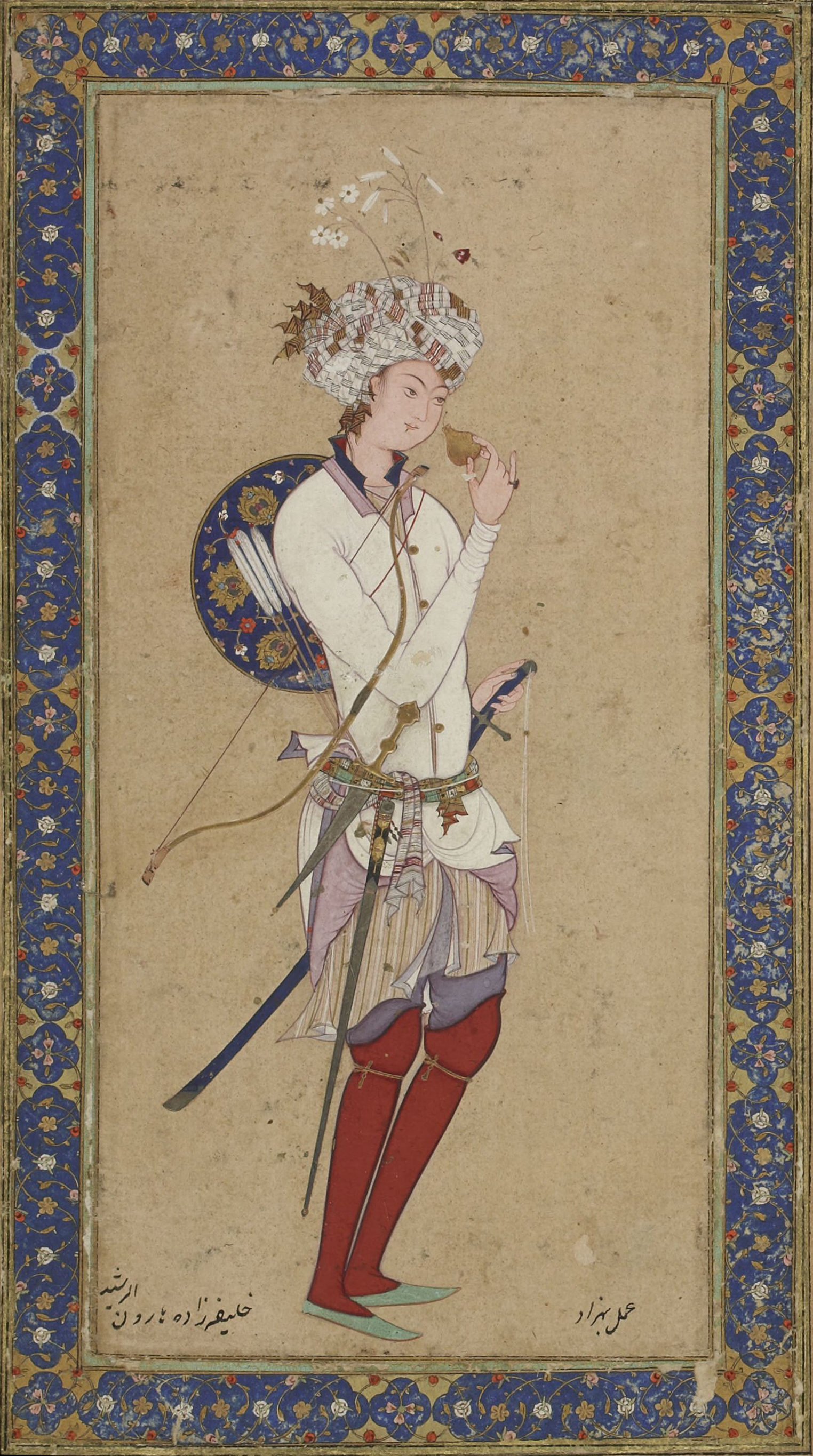
Hâroun ar-Rachîd et le Monde des mille et une nuits.

À l’est de l’empire, il y a toujours la menace grandissante des Arabes incarnée par le calife d'Hâroun ar-Rachîd (765-809). De plus, il ne faut pas oublier le siège de Constantinople qui eut lieu de 717-718 qui a pratiquement fait basculer l'Empire dans le néant. À la suite de la nomination du commandant en chef des thèmes de l’Asie mineure, Bardanès Tourkos, il y eut une guerre civile. Cela donna une ouverture pour le calife et il décida d'attaquer cette région. En 806, le calife avec une très grande armée occupa Tyane et la région d'Ancyre en plein territoire byzantin. En 807, Nicéphore Ier fut obligé de traiter avec le calife et il dut accepter des conditions humiliantes, dont payés des tributs annuels et un versement en son nom propre de trois pièces d'or à titre de capitation. La mort du calife en 809 produisit un grand relâchement entre Arabes et Byzantins.

### La menace bulgare
Au nord, les Bulgares sont ceux qui menacent le plus l'Empire. Ils ont toujours su résister aux différentes expéditions byzantines, sous Justinien II lors de son premier règne (685-695) et même avec vingt ans d'affrontement sous Constantin V. À partir du IXe siècle, les Bulgares ont surmonté leurs différentes crises internes et économiques. Vers la fin des années 700, ils sont une menace à prendre au sérieux. De plus, il faut ajouter une présence slave dans la région de Thessalonique, d'Hellade et du Péloponnèse qui se rebella à plusieurs reprises jusqu'au point où l'Empire fut obligé de les déporter vers l'Asie mineure. Irène avait fait un traité en 797 avec les Bulgares, donc une paix relative régnait au Nord. Cependant, la guerre menée par Charlemagne contre les Avars avait comme allié la fusion de deux maisons, les Bulgares de Pannonie, ayant comme chef Kroum, et les Bulgares de Mésie, des aristocrates slaves. Selon Vladimir Vravrinek, cette aristocratie slave descendrait directement des sept tribus slaves. Pour continuer, l'empereur Nicéphore Ier avait mis en place diverses fortifications au nord pour protéger l'Empire, dont Adrianople, Develtos, Philippopolis et Sardique. Dans les chroniques de Théophane le Confesseur, celui-ci mentionne que durant l'année 809, Kroum à la tête d'une forte armée prit Strymon et vola plus de 1 100 livre d'or. Durant le printemps de cette même année, il réussit à faire tomber Sardique et il massacra plus de 6 000 Byzantins. Nicéphore Ier essaya sur le coup de résister à Kroum, mais aucun résultat n'en transpira. Il n'y avait rien de plus humiliant pour les Byzantins que d'être battu par ce qu'ils considéraient des « Barbares », des gens du domaine du diable. Il faut attendre encore deux autres années pour entrevoir une expédition significative.

### Bataille de Pliska (811)

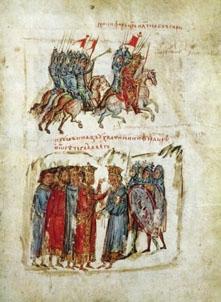
L'empereur Nicéphore Ier entre en Bulgarie et est capturé par Kroum.

Dans la neuvième année de son règne, Nicéphore Ier s'en prit directement à Kroum. Il amena avec lui son fils Staurakios, son beau-fils Michel Rhangabé, les patriciens, archontes et tous les importants commandants de l’armée. Dans les premiers jours de l'expédition, ils surprirent les troupes bulgares, la plupart se réfugièrent dans les montagnes. Ils finirent par rencontrer une armée de 12 000 soldats dans un campement et plus tard, une de 50 000 soldats, toutes les deux furent massacrées. Nicéphore Ier et son armée n'eurent aucune difficulté à prendre le palais de Kroum, car ils avaient tous fui. C'est dans un surplus de confiance, en passant avoir détruit toutes les forces bulgares, que l'empereur ne prenait plus aucune précaution tant au niveau offensif que défensif. Il y avait un total désordre dans le camp byzantin, plusieurs avaient déserté ou y allaient de pillages. À la veille du 15e jour de l'expédition, Kroum réorganisa la contre-offensive, en engageant des femmes, des hommes et même des enfants de toute la région, notamment des Slaves et des Avars. Le samedi matin à l'aube, toutes les forces bulgares attaquèrent les camps byzantins un à un. La surprise était totale du côté impérial. Le repli étant pratiquement impossible pour les troupes byzantines, il y avait des fosses et des rivières qui empêchaient la retraite. Nicéphore Ier complètement subjugué est tué. Par la suite, il sera décapité et son crâne servira de verre décoratif à l'intention de Kroum pour marquer sa grande victoire face aux troupes impériales. Staurakios reçu un coup fatal du côté droit de sa colonne, mais il réussit avec Michel Rhangabé, celui-ci sans blessure, à retourner en territoire byzantin.

## Règne et la chute de Staurakios
Staurakios fut accompagné dans sa retraite par deux hauts fonctionnaires, Theoktistos, un magistrat et Stéphano, un domestique des écoles, vers Adrianople. Le 28 juillet 811, malgré la blessure potentiellement mortelle, Stephano proclama Staurakios comme le nouvel empereur. Staurakios put s'adresser à l'armée pour faire un discours à cet effet. Cependant, Theoktistos, qui avait été présent lors de cette acclamation, n'était pas d’accord avec ce choix. Il préférait Michel Rhangabé à Staurakios, car celui-ci pouvait assumer la fonction au maximum de ses capacités et les défendre contre une éventuelle attaque des Bulgares. Toutefois, Michel Rhangabé refusa sur le coup de s'opposer au nouvel empereur par honneur pour Nicéphore Ier et son fils. Finalement, Staurakios fut ramené dans un lit vers Constantinople. La femme de Staurakios, Théophano d'Athènes, voyant la dégradation de son mari, commença à l'influencer pour qu'elle monte sur le trône comme l'avait fait Irène. Incidemment, Staurakios voyait de plus en plus d'un mauvais œil Stéphano, Theoktistos, Michel Rhangabé et même sa sœur Procopia, pensant qu'elle en voulait à sa vie. Un complot se trama pour faire aveugler celui qui était le plus légitime à prendre le pouvoir, Michel Rhangabé.
C'est finalement le 1er octobre que Staurakios demanda l'aide de Stéphano pour commettre l'agression ; celui-ci lui dit que Michel était trop bien défendu pour faire cette besogne et il promit de ne parler à personne de la conversation qui eut lieu. Le lendemain, il dénonça pourtant le complot, et avec l'aide des sénateurs ils proclamèrent Michel Rhangabé comme le nouvel empereur. Le complot avait failli. Malgré la gravité de la situation, Staurakios ne fut pas jugé pour conspiration. Le patriarche Nicéphore Ier de Constantinople avait plaidé en sa faveur, considérant que les blessures lui avaient fait perdre la raison.
Staurakios était maintenant devant le fait accompli et il abdiqua aussitôt. Il prit l'habit monastique et se retira dans le monastère de Syméon. Il vécut encore trois mois dans d'atroces souffrances. De plus, personne n'osait l'approcher tellement ses plaies puaient. Finalement, il mourut le 11 janvier 812 et il fut enterré au monastère de Braka, un don de Procopia, où sa femme habita le reste de ses jours.

## Famille
Le 20 décembre 807, Staurakios se maria avec Théophano d’Athènes, une parente de l'impératrice Irène l'Athénienne, qui était déjà fiancée à un autre homme. Ils n'ont aucune descendance.

### Sources
- (en) Theophane Confessor (Roger Scott), The chronicle of Theophanes Confessor : Byzantine and Near Eastern history, AD 284-813, Oxford, Clarendon Press, 1997, 898 p. (ISBN 978-0-19-822568-3).

### Études
- Louis Bréhier, Le monde byzantin [1], Vie et mort de Byzance, Paris, Éditions Albin Michel, 1992, 632 p. (ISBN 978-2-226-05719-8).

- Louis Bréhier, La querelle des images (VIIIe – IXe siècles), New-York, B. Franklin, coll. « Research and source works », 1969, 64 p.

- (en) John Bagnell Bury, History of the Eastern Empire from the Fall of Irene to the Accession of Basil : A, New York, Cosimo, 2008, 550 p. (ISBN 978-1-60520-421-5, lire en ligne).
- Jean-Claude Cheynet, Le monde byzantin II L'Empire byzantin (641-1204), Paris, PUF, 2006, 624 p. (ISBN 978-2-13-052007-8).
- Charles Diehl, Histoire de l'empire byzantin bibliographie mise à jour par R. Guilland. Réimpr. de l’édition de 1924, Paris, A. & J. Picard, 1969, 255 p.
- Alain Ducellier, Byzance et le monde orthodoxe et al, Paris, A. Colin, 1986, 503 p. (ISBN 978-2-200-37105-0).
- Alain Ducellier, Le drame de byzance : idéal et échec d'une société chrétienne, Paris, Hachette, 1976, 318 p.
- Ivan Dujvec, « La Chronique Byzantine de l'an 811 », Revue des Études Byzantines,Travaux et Mémoire, Tome 1,‎ 1965, p.205 à p.254.
- (en) Alexander P. Khazdan (ed.), Oxford Dictionary of Byzantium, Oxford University Press, 1991, 2366 p. (ISBN 978-0-19-504652-6).
- Alexander Petrovitch Kazhdan, The Oxford Dictionary of Byzantium, Oxford, Oxford University Press, 1991, 2232 p. (ISBN 978-0-19-504652-6).
- Georgije Ostrogorski, Histoire de l'État byzantin, Paris, Payot, coll. « Le regard de l'histoire », 1977, 644 p. (ISBN 978-2-228-07061-4).
- (en) John Hutchins Rosser, Historical dictionnary of Byzantium, Lanham, Scarecrow Press, coll. « Historical dictionaries of ancient civilizations and historical eras number 4 », 2001, 479 p. (ISBN 978-0-8108-7567-8, lire en ligne).
- Vladimir Vavrinek, « Byzance et les Slaves », Europe, volume 75, numéro 822,‎ 1997, p.136 à p.146.